# 青龍頭村
青龍頭村是香港一條鄉村，位於新界荃灣區青龍頭，處於青山公路青龍頭段和龍如路交界，附近為圓墩村。青龍頭村的建築以傳統舊式平房為主。由於鄰近青龍頭碼頭，所以村內設有釣魚用品店和露天茶座，主要對象為釣魚人士。